# Onthophagus onthochromus
Onthophagus onthochromus är en skalbaggsart som beskrevs av Gilbert John Arrow 1913. Onthophagus onthochromus ingår i släktet Onthophagus och familjen bladhorningar. Inga underarter finns listade i Catalogue of Life.